# Agua Fría, Ahuacatlán
Agua Fría är en ort i Mexiko.   Den ligger i kommunen Ahuacatlán och delstaten Puebla, i den sydöstra delen av landet, 150 km öster om huvudstaden Mexico City. Agua Fría ligger 1 661 meter över havet och antalet invånare är 343.
Terrängen runt Agua Fría är kuperad norrut, men söderut är den bergig. Runt Agua Fría är det ganska tätbefolkat, med 199 invånare per kvadratkilometer. Närmaste större samhälle är Zacatlán, 13,9 km sydväst om Agua Fría. I omgivningarna runt Agua Fría växer i huvudsak städsegrön lövskog.